# Terry McCaleb
Terrell « Terry » McCaleb est un personnage de fiction récurrent dans l'œuvre de Michael Connelly.
Il est interprété par Clint Eastwood dans le film Créance de sang.

## Histoire du personnage
Terry McCaleb est né à Los Angeles et a grandi dans la petite ville d'Avalon sur l'île de Catalina. Il fut profileur au sein du FBI de 1980 à 1996. À la fin des années 1990, il est transféré de Washington à Los Angeles. Il se marie avec Kate, agent du FBI également, avec qui il reste marié trois ans. Sa deuxième épouse était Graciela Rivers avec qui il aura une fille, Cielo McCaleb. Il est également le père adoptif de Raymond Torres, neveu de Graciela.
Un soir dans son bureau, McCaleb est victime d’un infarctus. Son cœur étant affaibli par une cardiomyopathie, il n’y a d’autre solutions qu’une transplantation cardiaque. Il reçoit un nouveau cœur près de deux ans plus tard. Après sa greffe, il est mis à la retraite pour raisons médicales et vit sur le bateau The Following Sea à Cabrillo Marina, et devient ami avec son voisin Buddy Lockridge. Son traitement médical le contraint à prendre 27 comprimés par jour pour éviter un rejet d'organe et améliorer sa santé. 
Deux mois après sa greffe, McCaleb est approché par Graciela Rivers, qui lui demande d'enquêter sur le meurtre de sa sœur, Gloria Torres. Hésitant à reprendre du service, il change d'avis lorsqu'il apprend que le cœur de la sœur de Graciela est celui qu’il a reçu. 
Après avoir résolu le meurtre de Gloria, McCaleb épouse Graciela et ils emménagent à Avalon sur l’île de Catalina au large de Los Angeles avec Raymond. Sur place, il s’ associe à Buddy Lockridge pour exploiter le Following Sea comme bateau de pêche touristique.
Plus tard, McCaleb est approché par l’inspectrice Jaye Winston, du bureau du shérif, qui lui  demande son aide dans l'enquête sur le meurtre d'Edward Gunn qui est l'intrigue du roman L'Oiseau des ténèbres.
En 2004, McCaleb lit un article du LA Times concernant la disparition de six hommes dans le Nevada. Il s’y intéressement fortement au point de mener l’enquête. Il meurt pendant son enquête suite à un changement des pilules qu’il prenait pour son cœur. Graciala, sa veuve demande alors à Harry Bosch d’élucider la mort de McCaleb. Cette histoire est l'intrigue du roman Los Angeles River.
Il croise Harry Bosch, autre personnage de l'œuvre de Michael Connelly, dans les deux ouvrages précédemment cités.

## Cinéma
En 2002Clint Eastwood réalise l'adaptation cinématographique du roman Créance de sang (Blood Work) et interprête le personnage de Terry McCaleb.

## Figuration dans les romans
Terry McCaleb apparaît dans les romans suivants :
- Créance de sang (1999) Grand prix de littérature policière, et son adaptation cinématographique : Créance de sang
- L'Oiseau des ténèbres (2001)
- Los Angeles River (2004)